# Salina (ostrov)
Salina s rozlohou 26,38 km² je druhý největší z Liparských ostrovů. Patří k nim však pouze geograficky, nikoliv administrativně, neboť od roku 1867 je nezávislá na správě z Lipari a její území je rozděleno mezi tři samostatné obce. Z hlediska správního rozdělení Itálie Salina náleží do oblasti Metropolitního města Messina (dříve provincie Messina) italského autonomního regionu Sicílie.

## Geografie
Salina, stejně jako ostatní ostrovy Liparského souostroví, je sopečného původu, avšak zdejší sopky jsou již vyhaslé. 

Místa produkce malvazie na Salině

Nejvyšším vrcholem ostrova a zároveň i celého souoostroví je hora Monte Fossa delle Felci vysoká 962 m n. m., druhý vrchol, stratovulkán Monte dei Porri, měří 860 metrů. Tyto vrcholy jsou oddělené hlubokou průrvou. Ve skutečnosti se však jedná o tři masívy, jež kromě Monte Fossa delle Felci a Monte dei Porri tvoří ještě Monte Rivi. Geologický původ těchto sopečných vrcholů je datován do pleistocénu, staršího období čtvrtohor, a do nejmladšího období pleistocénu – würmu. U pobřeží na severozápadě ostrova, kde se nachází malá rybářská vesnička Pollara, lze spatřit pozůstatky stěn velkého kráteru z doby poslední sopečné aktivity na Salině před zhruba 13 000 lety.
Salina je výjimečná svou vegetací – vrcholové partie jejích šesti vyhaslých sopečných kuželů jsou na rozdíl od ostatních ostrovů pokryty hustým lesem. Tyto horské lesní partie s topoly, kapradinami a kaštany a s porosty typických středomořských křovin (tzv. macchie), tvořených hlodášem, myrtou a planikou a obklopených zemědělskými terasami, na nichž se pěstuje vinná réva a kaparovníky, jsou chráněny jako přírodní rezervace.
Na ostrově jsou tři samostatné obce: Santa Marina Salina, která je největším přístavem, dále Malfa a Leni, a menší sídla Lingua, Pollara, Valdichiesa, Capo Faro a Rinella. Podle údajů italského statistického úřadu (ISTAT) k 31. srpnu 2018 měla obec Malfa 992 obyvatel, Santa Marina 887 a Leni 700 obyvatel, což úhrnem představuje 2579 trvale žijících osob na ostrově Salina.

## Historie
Původní řecké jméno ostrova bylo Didyme (Διδύμη, z řeckého δίδυμος, tj. dvojčata), inspirované jeho dvěma výraznými vrcholy.

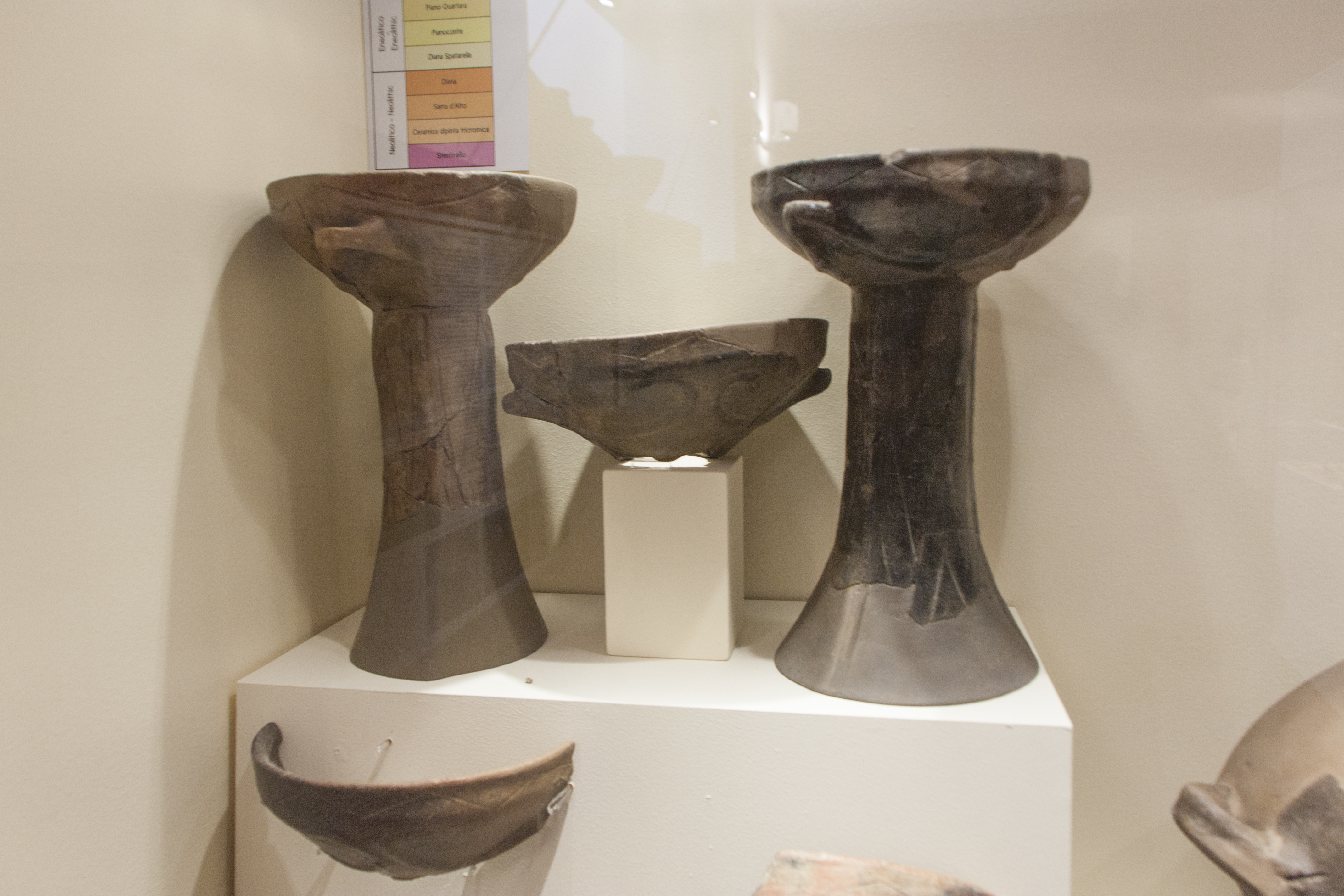
Keramické poháry z lokality Portella (1500 - 1300 př. n. l.)

Na ostrově však byly nalezeny stopy osídlení již z doby bronzové od 18. až po 14. století př. n. l. V lokalitě, zvané Villaggio di Portella, která se nachází mezi obcemi Santa Marina Salina a Malfa, bylo odkryto velké sídliště, které násilně zaniklo kolem roku 1270 př. n. l. Byly nalezeny též stopy řecké kolonizace ze čtvrtého století př. n. l. a na ostrově se nacházejí i pozůstatky římských staveb z 1. až 2. století n. l.
Archeologické nálezy jsou umístěny v muzeu ve městě Lipari a některé ukázky také v muzeu v přístavním městečku Santa Marina. Ještě v 7. století n. l. byl jedním z nejhustěji osídlených míst v Eolském souostroví, protože do té doby byly stále aktivní sopky na ostrově Lipari. Po arabské invazi v závěru prvního tisíciletí našeho letopočtu se ostrov přechodně vylidnil, ale později byl vzhledem k příhodným ekonomickým a přírodním podmínkám opět hustěji osídlen, a to i přistěhovalci z jiných italských regionů. Tímto způsobem bývá vysvětlováno například jméno obce Malfa, které byla údajně takto pojmenována příchozími z Amalfi, kteří se měli přistěhovat na Salinu ve 12. století.

## Ekonomika
Ekonomika ostrova je založena především na zemědělství a lesnictví. Mimo jiné se zde produkují kapary a malvazové víno. V minulosti byla v jihovýchodní části ostrova u vesnice Lingua tzv. salina, umělé jezero, z něhož se získávala mořská sůl. Podle této saliny dostal ostrov také své nynější jméno. Od konce 20. století stoupá na ostrově význam turismu, zejména pak od roku 2000, kdy byly Liparské ostrovy zapsány na seznam Světového dědictví UNESCO.

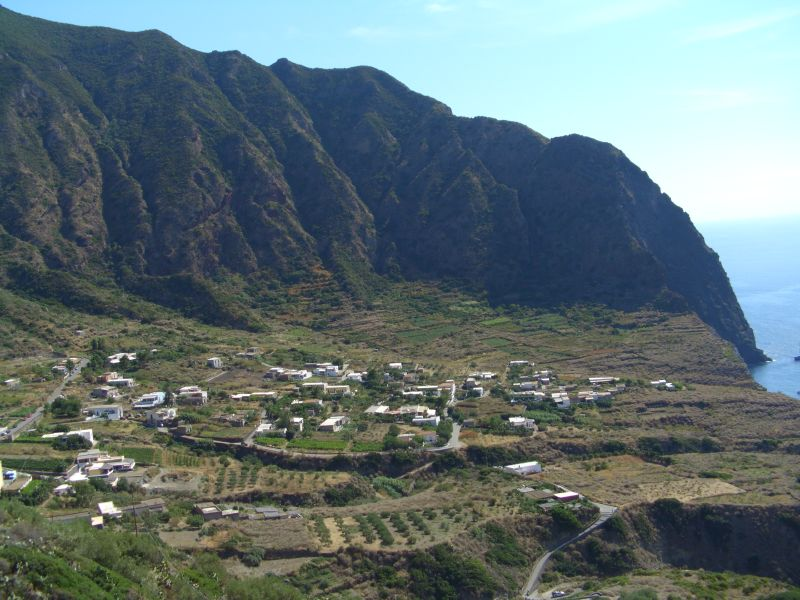
Malfa na severním pobřeží
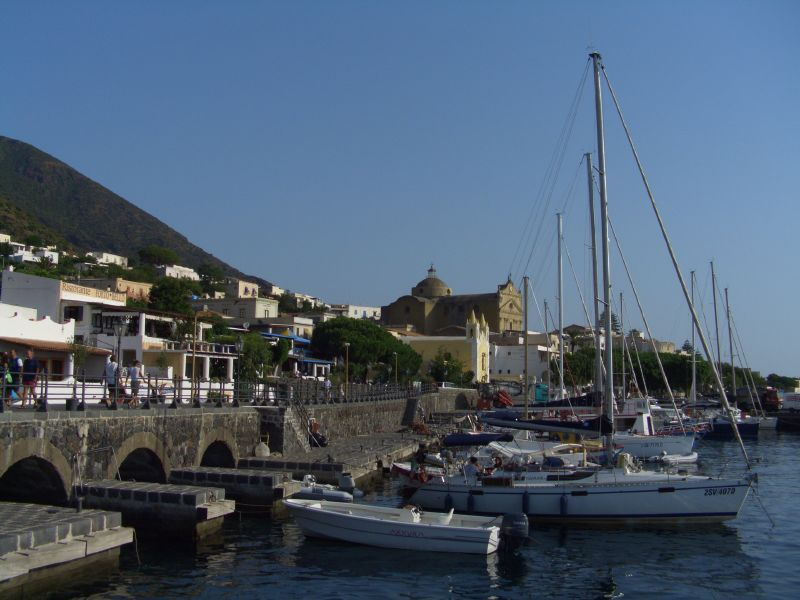
Přístav Santa Marina Salina
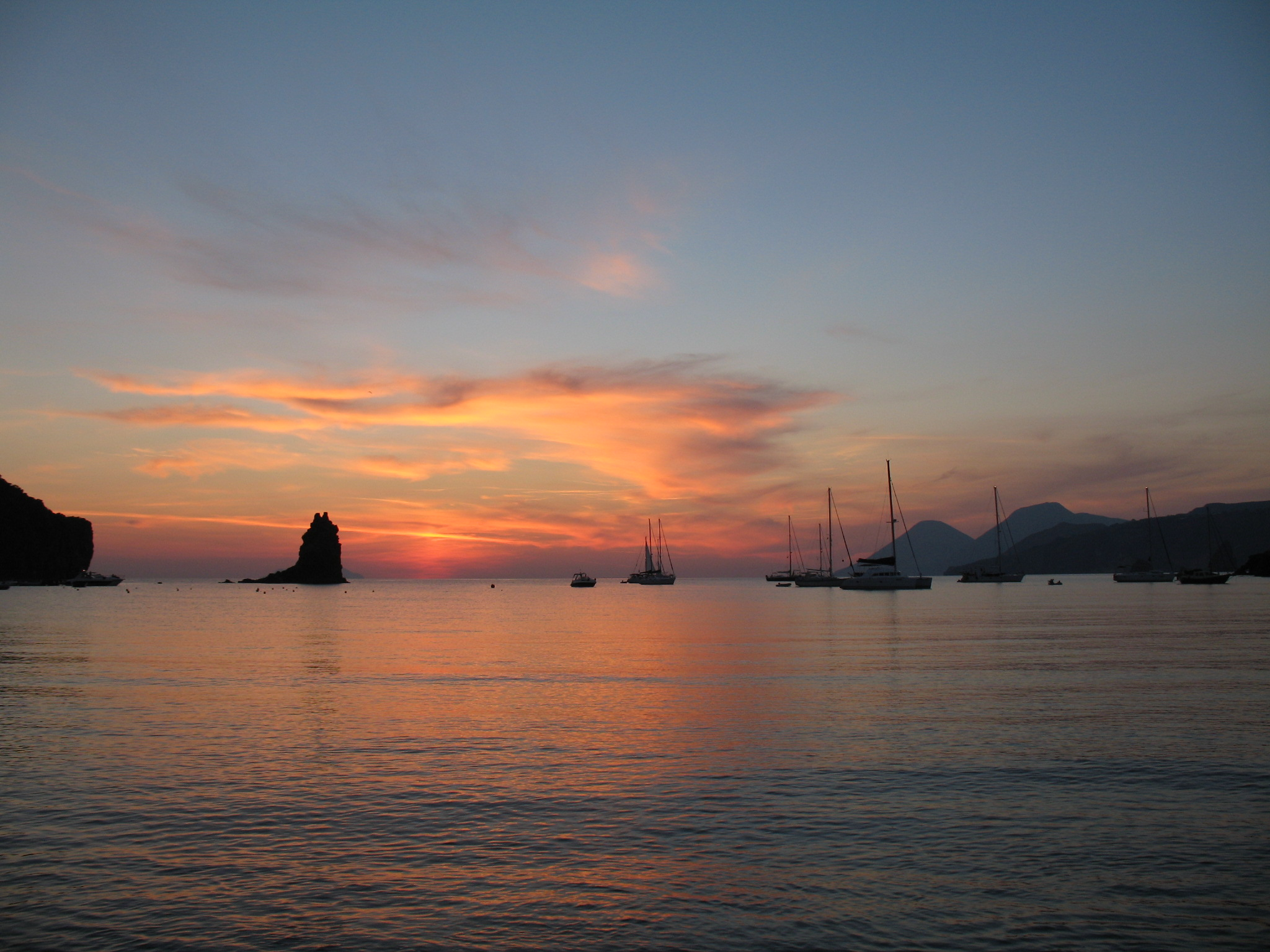
Večerní pohled na Salinu z Vulcana
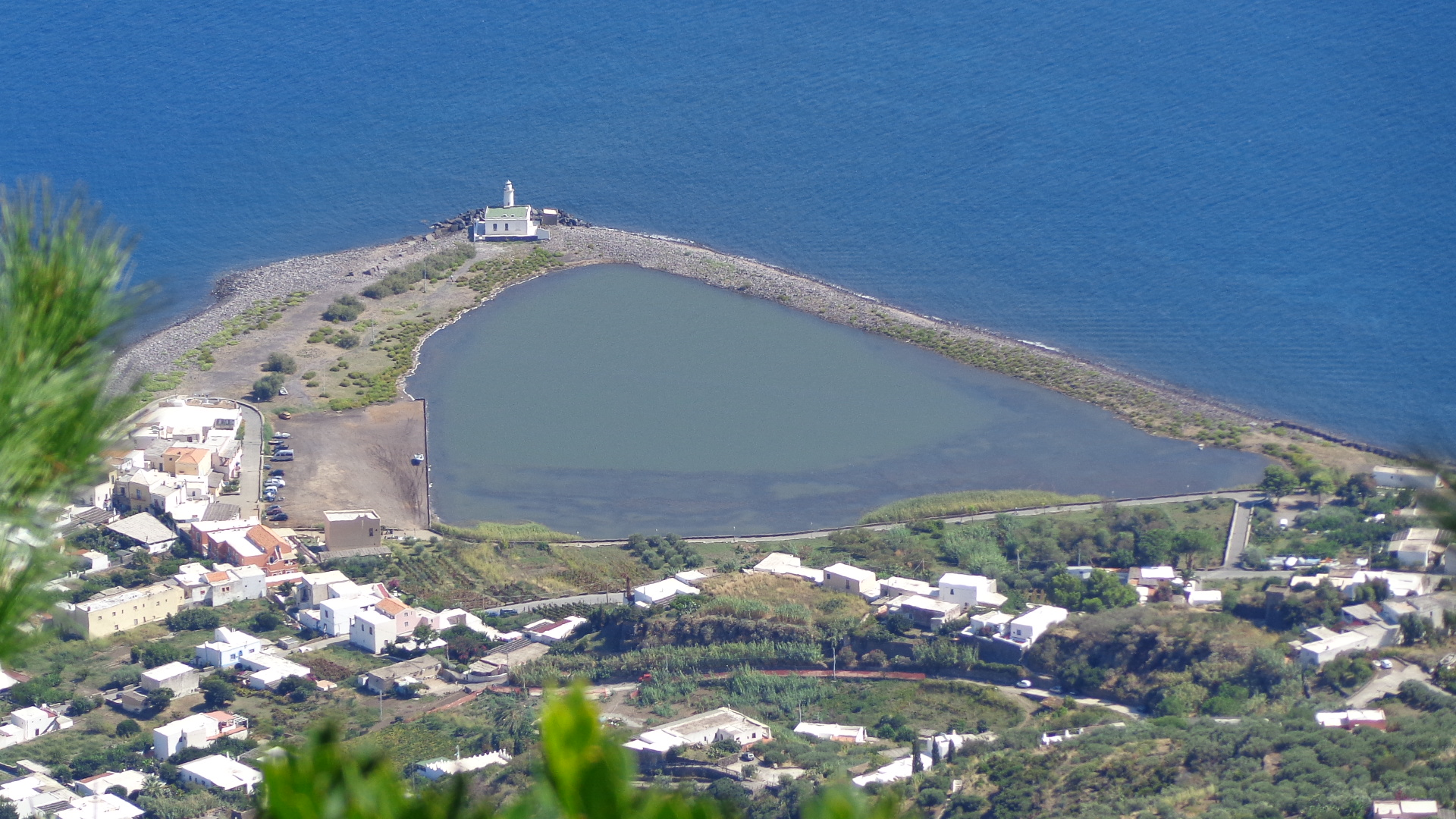
Tzv. salina v lokalitě Lingua
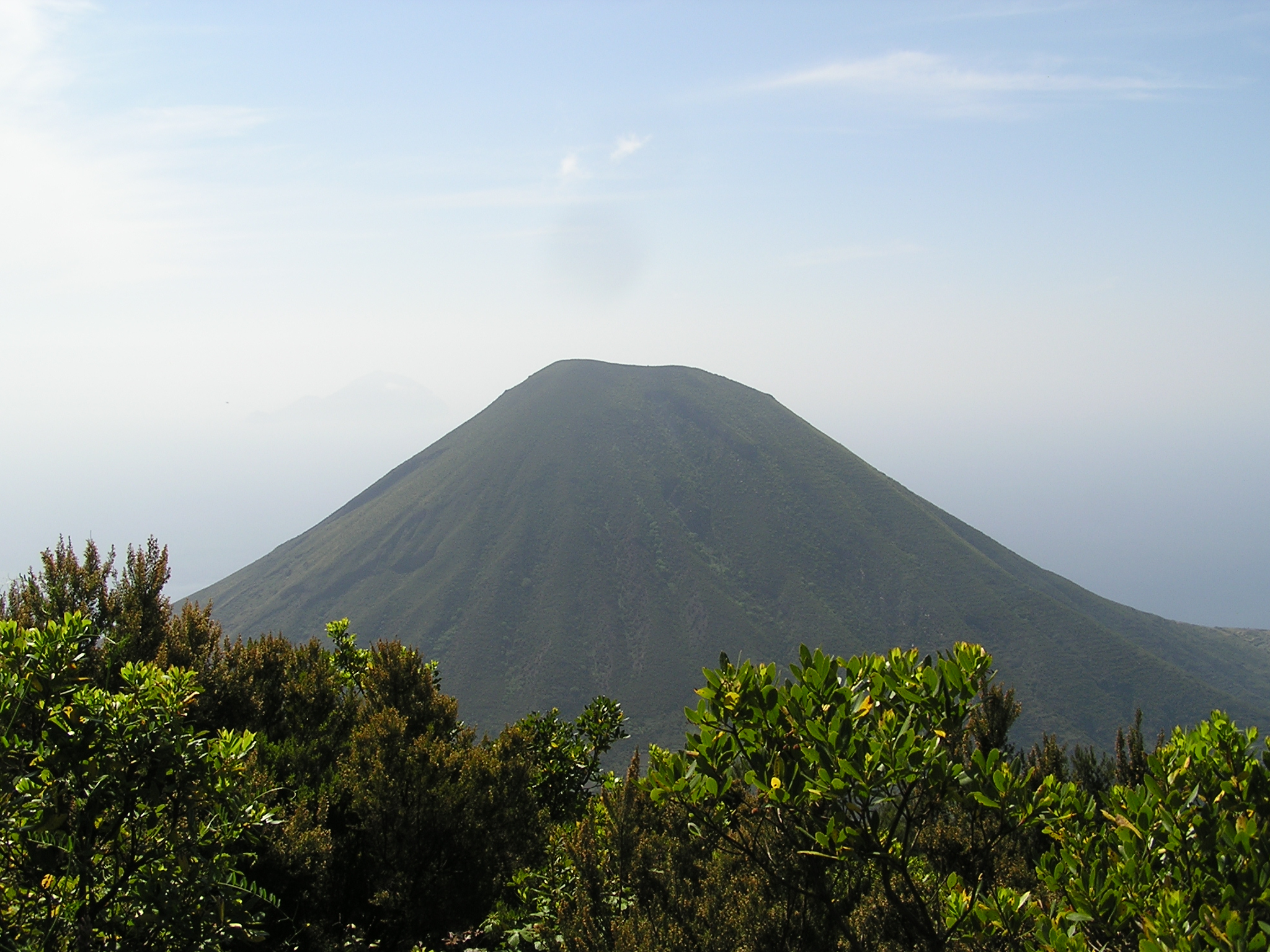
Monte dei Porri
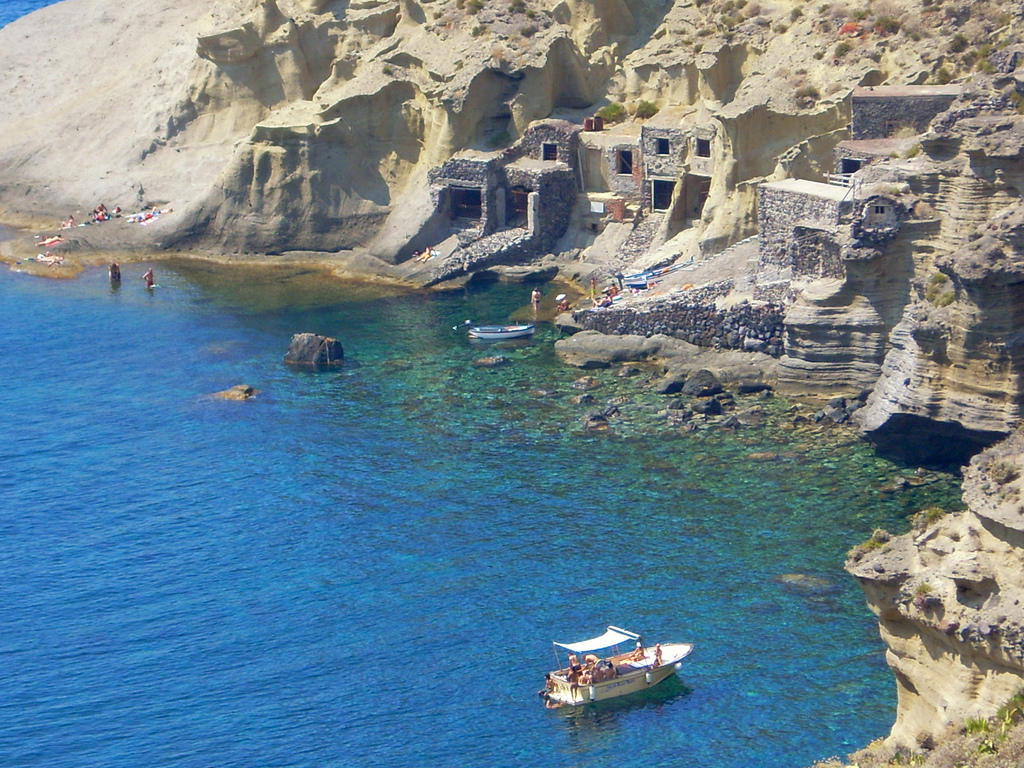
Rybářská vesnička Pollara